# Pauli-Effekt

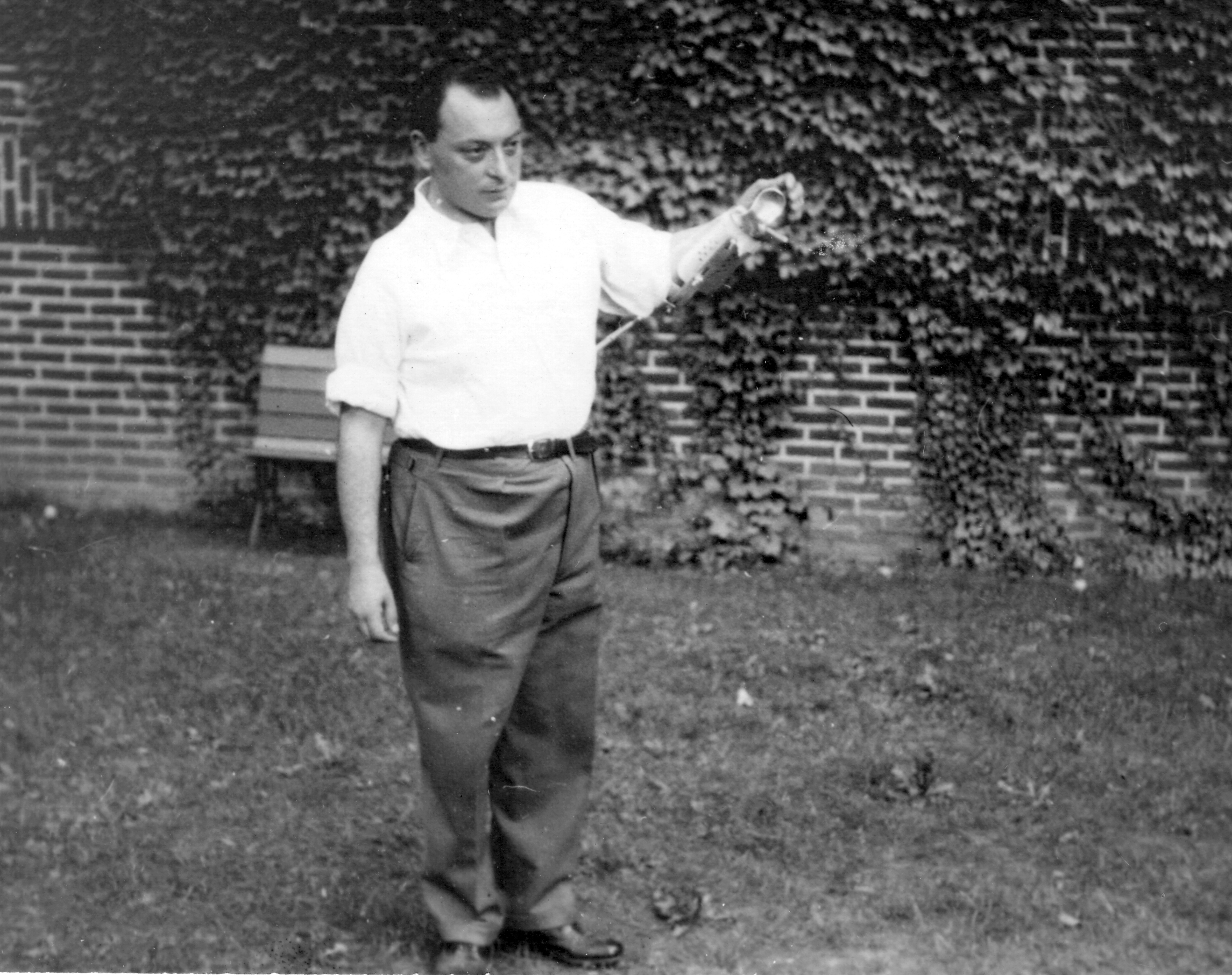
Der untypische inverse Pauli-Effekt: Wolfgang Pauli mit gebrochenem Arm im Sommer 1931.

Der Pauli-Effekt bezeichnet das anekdotisch dokumentierte Phänomen, dass in Gegenwart des bedeutenden theoretischen Physikers Wolfgang Pauli ungewöhnlich häufig experimentelle Apparaturen versagten oder sogar spontan zu Bruch gingen.
Der Effekt ist nicht zu verwechseln mit dem Pauli-Prinzip (oder Paulischen Ausschließungsprinzip), wird aber in Anspielung auf dieses scherzhaft auch als das „zweite Paulische Ausschließungsprinzip“ bezeichnet und etwa wie folgt formuliert: „Es ist unmöglich, dass sich Wolfgang Pauli und ein funktionierendes Gerät im selben Raum befinden.“

## Bedeutung für Pauli und sein Umfeld
Pauli selbst war von der objektiven Existenz des Effektes überzeugt und führte unter anderem einen echten Pauli-Effekt, einen ohne direktes Eingreifen oder äußerlich erkennbare Ursache erfolgten Schaden an seinem Auto, als Grund für den vorzeitigen Abbruch einer Ferienreise mit seiner zweiten Ehefrau 1934 an.
Einige Kollegen nahmen den Effekt ebenfalls ernst: Der Experimentalphysiker Otto Stern, der mit Pauli befreundet war und der in Hamburg sein Kollege war, erteilte ihm deswegen sogar Labor- und auch Institutsverbot. Stern wies in einem Interview aber auch darauf hin, dass Aberglauben (seinerzeit) unter Experimentalphysikern weit verbreitet war – er selbst hätte zum Beispiel in seiner Frankfurter Zeit bei einem bestimmten Apparat stets einen Holzhammer daneben gelegt, damit er reibungslos funktioniere. Als er einmal verschwunden war, hätte der Apparat nicht mehr funktioniert, bis der Hammer drei Tage später wieder auftauchte. Ein anderer Kollege pflegte nach Sterns Erinnerung seiner Experimentieranlage jeden Tag Blumen zu bringen, um sie in guter Stimmung zu halten.
Pauli hielt den Effekt für real und war erleichtert, wenn er wieder auftrat. Zu Hilfe kam ihm dabei die Psychologie von Carl Gustav Jung, mit der sich Pauli intensiv auseinandersetzte: Dort kann es als Synchronizitätsphänomen betrachtet werden. Die Phänomene treten, so Pauli in einem Brief an C. G. Jung vom 28. Juni 1949, vor allem auf, wenn sich Gegensatzpaare ausbalancieren, und entspreche dem Zeichen zhèn (Donner, Beben) im I Ging, der Verlust bedeute, der sich aber in wenigen Tagen wieder aufheben würde.

## Einzelne Vorkommnisse und Reaktionen
Hans Bethe berichtete darüber: „Das erste Mal traf ich Pauli 1929 während einer Sektionssitzung der Deutschen Physikalischen Gesellschaft in Freiburg im Breisgau. Als während der Sitzung der Diaprojektor ausfiel, stand Pauli auf und zeigte voller Stolz auf sich, um den ‚Pauli-Effekt‘ anzudeuten. Damals war das Gerücht umgegangen, dass keine Versuchseinrichtungen funktionieren würden, solange Pauli im Zimmer war.“
Berühmt wurde ein Vorfall im Labor von James Franck in Göttingen, bei dem ein wertvoller und empfindlicher Apparateteil zu Bruch ging, während Pauli nicht anwesend war. Franck teilte dies dem in Zürich lebenden Kollegen mit, verknüpft mit dem Scherz, diesmal wenigstens treffe Pauli durchaus keinerlei Schuld an dem Vorfall. Dieser jedoch entgegnete, er habe zur fraglichen Zeit im Zug nach Kopenhagen einen kurzen Aufenthalt in Göttingen gehabt.
Während eines Aufenthalts an der Princeton University im Februar 1950 geriet das dortige Zyklotron in Brand, was Pauli ebenfalls mit dem Effekt in Zusammenhang brachte.
Auch Arnold Sommerfeld war der Effekt geläufig, nachdem sich Pauli die Schulter gebrochen hatte und behindert die Vorlesung (in den USA 1931) halten musste, sprach er von einem inversen Pauli-Effekt, der sich diesmal gegen den Verursacher selbst gerichtet hätte. Bei typischen Pauli-Effekten richtete sich der Schaden dagegen niemals gegen Pauli selbst.
Von einem weiteren Pauli-Effekt berichtet Engelbert Schücking. Pauli pflegte in seiner Zeit in Hamburg in den 1920er Jahren seinen Freund Walter Baade und andere Astronomen, die er dort kannte, am Observatorium in Bergedorf bei Vollmond zu einigen Gläsern Wein zu besuchen (in dieser Zeit können  Astronomen nicht beobachten). Genau bei einer solchen Gelegenheit wurde der Große Refraktor beinahe ganz zerstört.
Giuseppe Occhialini wollte Pauli bei seinem Besuch in Brüssel eine Freude bereiten und inszenierte einen „Pauli-Effekt“: eine Hängelampe war so präpariert, dass sie herunterfallen sollte, wenn Pauli die Tür öffnete. In der Probe klappte das gut, nur als Pauli eintrat, blieb das Herunterfallen aus.
Stephen Hawking beschreibt den Pauli-Effekt: „Böse Zungen behaupten, er [Pauli] brauche sich nur in einer Stadt aufzuhalten, schon gingen alle dort durchgeführten Experimente schief.“ In einem Nachruf im Journal der Europäischen physikalischen Gesellschaft für Pauli wird diese Besonderheit dezidiert beschrieben.
George Gamow bezeichnete den „Pauli-Effekt“ scherzhaft als eine der drei wichtigsten Errungenschaften Paulis, neben dem Pauli-Prinzip und der Vorhersage des Neutrinos.